# Mānkdīm Schaschdīw
Abū l-Husain Ahmad ibn Abī Hāschim al-Husainī al-Qazwīnī (arabisch أبو الحسين أحمد بن أبي هاشم الحسيني القزويني, DMG Abū l-Ḥusain Aḥmad ibn Abī Hāšim al-Ḥusainī al-Qazwīnī), bekannt als Mānkdīm Schaschdīw (arabisch مانكديم ششديو, DMG Mānakdīm Šašdīw, geb. Ende des 10. Jahrhunderts in der Region Qazwīn, gest. 1034 in Raiy) war ein zaiditischer Alide und muʿtazilitischer Theologe. Er ist der Autor eines Kommentars (taʿlīq) zu ʿAbd al-Dschabbārs Erläuterung der
fünf Grundlehren der Muʿtazila, der sich wegen seiner Klarheit und Handlichkeit unter den Zaiditen großer Beliebtheit erfreute. Mānkdīm hatte eine stark rationalistische Ausrichtung: In seiner Theologie stellte er die Vernunft als Argument über den Koran.

## Name
Nach Guy Monnot war der Name Mānkdīm eine arabisierte Form des persischen Wortes Māng-dīm mit der Bedeutung „Mondgesicht“, was auf sein gutes Aussehen hinweist. Für den zweiten Beinamen Schaschdīw, der die Bedeutung von „sechs Diws“ hat, gibt es keine Erklärung.

## Leben
Mānkdīm Schaschdīw war ein Alide aus der Nachkommenschaft des dritten schiitischen Imams al-Husain ibn ʿAlī Seine Ahnenreihe bis hin zu ʿAlī ibn Abī Tālib wird bei dem zaiditischen Autor Humaid ibn Ahmad al-Muhallī angeführt. Mānkdīm gehörte zur zaiditischen Gemeinde von Dailam. Er gehörte zur Entourage es zaiditischen Imams Ahmad ibn al-Husain al-Mu'aiyad bi-llāh al-Hārūnī (gest. 1020) und lebte bei ihm in dem dailamitischen Ort Landschā, wo der Imam seine Residenz hatte. Al-Mu'aiyad bi-llāh war wiederum ein Schüler von ʿAbd al-Dschabbār und galt als ein großer Kenner des Fiqh und Kalām.
Als der Imam al-Mu'aiyad bi-llāh 1020/21 starb, verrichtete Mānkdīm das Totengebet für ihn. Anschließend reiste er nach Raiy, um muʿtazilitische Theologie zu studieren. Es ist nicht klar, wie lange er dort blieb, aber er muss sich in Raiy aufgehalten haben, als ʿAbd al-Dschabbār um 1024 starb, da er unter den Scherifen erwähnt wird, die an seinem Begräbnis teilnahmen. Er wird jedoch nicht unter den Schülern von ʿAbd al-Dschabbār erwähnt, und es ist unklar, ob er direkt bei ihm studierte. Das meiste, was er über den muʿtazilitischen Kalām wusste, hat er wahrscheinlich von seinem Lehrer al-Muʾaiyad bi-llāh gelernt.
1026 kehrte Mānkdīm nach Landschā zurück, wo er erfolglos versuchte, von den Zaiditen als Imam anerkannt zu werden. Wahrscheinlich nahm er bei dieser Gelegenheit den Titel al-Mustazhir bi-llāh an. Danach muss er irgendwann nach Raiy zurückgekehrt sein, da bekannt ist, dass er dort 1034 verstarb. Zu dieser Zeit befand sich die Stadt bereits unter ghaznawidischer Herrschaft.

## Werke
Mānkdīms Kommentar (taʿlīq) zum Šarḥ al-Uṣūl al-ḫamsa galt bei den Zaiditen als eines der wichtigsten Grundlagenwerke zur muʿtazilitischen Theologie. Gimaret erwähnt 17 Handschriften, die sich in Sammlungen in Ankara, Berlin, Istanbul, Mailand, München, Sanaa Rom und Wien befinden. Daneben gibt es auch mehrere Handschriften in Privatbibliotheken, insbesondere im Jemen. Der zaiditische Gelehrte al-Qāsim al-Muhallī (gest. 1254) verfasste zu dem Werk einen Kommentar, von dem sich eine Handschrift in der Biblioteca Ambrosiana in Mailand befindet.
Das Werk wurde in der modernen Edition von ʿAbd al-Karīm ʿUthmān (Kairo 1965) fälschlicherweise ʿAbd al-Dschabbār ibn Ahmad zugeschrieben. Es war erst Daniel Gimaret, der herausfand, dass der Text nicht der Šarḥ al-Uṣūl al-ḫamsa von ʿAbd al-Dschabbār selbst ist, sondern eine kritische Paraphrase aus der Feder von Mānkdīm zu diesem immer noch nicht wieder aufgefundenen Werk von ʿAbd al-Dschabbār. Dass das Werk nicht ʿAbd al-Dschabbār ist, lässt sich auch daraus ersehen, dass Mānkdīm von ihm an mehreren Stellen in der dritten Person spricht, Ansichten von ihm in seinen anderen Werken erwähnt und kritisiert und seine Ansichten mit denen anderer muʿtazilitischer Gelehrter vergleicht.

## Positionen
Mānkdīms zaiditische Ausrichtung wird daran deutlich, dass er Zaid ibn ʿAlī als vierten Imam nach Mohammed erwähnt und schreibt: „Wisse, dass unsere Lehrrichtung ist, dass der Imam nach dem Propheten ʿAlī ibn Abī Tālib ist, dann al-Hasan, dann al-Husain, dann Zaid ibn ʿAlī und dann diejenigen, die wie sie lebten (man sāra bi-sīratihim)“. In seinem Taʿlīq zeigt er jedoch gewöhnlich seine Zugehörigkeit zu den Muʿtazila, die er als die „Leute der Gerechtigkeit“ und „unsere Gefährten“ (aṣḥābunā) bezeichnet. Oft setzt er auch den Titel „unser Meister“ (šaiḫunā) vor den Namen eines muʿtazilitischen Gelehrten. Er distanziert sich jedoch von der Muʿtazila, wenn er das Imamat diskutiert, indem er zaiditische und muʿtazilitische Meinungen zu diesem Thema nebeneinander stellt und den Ausdruck „unserer Meinung nach“ (ʿindanā) in Bezug auf die zaiditische Meinung und auf die muʿtazilitische Meinung mit „die Muʿtaziliten“ und „sie“ verweist.
Mānkdīm war stark rationalistisch ausgerichtet. In seinem Taʿlīq stellt er fest, „das Wissen über Gott nur durch rationale Beweise erlangt wird“ (maʿrifat Allāh taʿālā lā tunālu illā bi-ḥuǧǧat l-ʿaql). Er nennt vier Arten von Beweisen: (1) den rationalen Beweis; (2) das Buch, d. h. den Koran; (3) die Sunna; und (4) den Konsens. Der Koran soll nur dann als Beweis gelten, wenn bewiesen ist, dass es sich um eine gerechte und weise Rede handelt. Dies ergebe sich aus dem Wissen um Gott, seine Einheit und Gerechtigkeit. Das Gleiche gelte für Sunna und Konsens.
Obwohl Mānkdīm die Bestrafung im Grab auf der Grundlage des Koran und der Sunna bekräftigte, führte er Änderungen in der Modalität (kaifīya) ihres Auftretens ein, um sie vernünftig zu machen. So schrieb er: „Wisse, dass Gott sie (sc. die Menschen), wenn er sie quälen will, lebendig machen muss, denn ein lebloses Wesen (ǧamād) zu quälen ist undenkbar (muḥāl).“ Mānkdīm lehnte auch die traditionalistische Interpretation ab, dass das im Koran (Sure 37:23) erwähnte Wort as-Sirāt eine Brücke bezeichnet, die von den Menschen nach der Auferstehung überquert werden muss, mit der Begründung, dass das Jenseits kein Ort der Auferlegung von Pflichten sei. Seiner Meinung nach gibt es keinen zwingenden Grund, die offensichtliche Bedeutung (ẓāhir) des Wortes ṣirāt, nämlich „Pfad, Weg“, zugunsten einer übertragenen Bedeutung aufzugeben.
Mānkdīm bekannte sich zu der Lehre der basrischen Muʿtazila von der Wirklichkeit des Willens Gottes und verwarf die Lehre von Abū l-Qāsim al-Balchī und an-Nazzām, wonach der Wille Gottes mit seinem Tun und Befehl identisch ist.

## Belege
1. ↑  Madelung: Der Imam al-Qāsim ibn Ibrāhīm und die Glaubenslehre der Zaiditen. 1965, S. 182.
2. 1 2  Gimaret: “Les uṣūl al-ḫamsa du Qāḍī ʿAbd al-Ğabbār et leurs commentaires”. 1979, S. 58.
3. ↑  Gimaret: “Les uṣūl al-ḫamsa du Qāḍī ʿAbd al-Ğabbār et leurs commentaires”. 1979, S. 57.
4. ↑  Siehe sein Kitāb al-Ḥadāʾiq al-wardīya, herausgegeben in Wilferd Madelung: Arabic texts concerning the history of the Zaydī imāms of Ṭabaristān, Daylamān and Gīlān. Franz Steiner, Wiesbaden 1987. S. 270, Zeile 9–13. Digitalisat
5. ↑  Heemskerk: Suffering in the Muʿtazilite theology. 2000, S. 60.
6. 1 2 3  Gimaret: “Les uṣūl al-ḫamsa du Qāḍī ʿAbd al-Ğabbār et leurs commentaires”. 1979, S. 59.
7. 1 2 3  Heemskerk: Suffering in the Muʿtazilite theology. 2000, S. 61.
8. ↑  Gimaret: “Les uṣūl al-ḫamsa du Qāḍī ʿAbd al-Ğabbār et leurs commentaires”. 1979, S. 60.
9. ↑  Gimaret: “Les uṣūl al-ḫamsa du Qāḍī ʿAbd al-Ğabbār et leurs commentaires”. 1979, S. 48f.
10. ↑  Koloğu: “Mânkdîm Şeşdîv”. 2019, S. 194b.
11. ↑  Gimaret: “Les uṣūl al-ḫamsa du Qāḍī ʿAbd al-Ğabbār et leurs commentaires”. 1979, S. 60, 63f.
12. ↑  Digitalisat
13. ↑  Gimaret: “Les uṣūl al-ḫamsa du Qāḍī ʿAbd al-Ğabbār et leurs commentaires”. 1979, S. 49–57.
14. ↑  Koloğu: “Mânkdîm Şeşdîv”. 2019, S. 194a-b.
15. ↑  Mānkdīm: Taʿlīq Šarḥ al-Uṣūl al-ḫamsa. 1965, S. 757, Zeile 17–18.
16. ↑  Heemskerk: Suffering in the Muʿtazilite theology. 2000, S. 62.
17. ↑  Binyamin Abrahamov: Islamic theology: traditionalism and rationalism. Edinburgh University Press, Edinburgh 1998. S. 32f.
18. ↑  Mānkdīm: Taʿlīq Šarḥ al-Uṣūl al-ḫamsa. 1965, S. 88f.
19. ↑  Mānkdīm: Taʿlīq Šarḥ al-Uṣūl al-ḫamsa. 1965, S. 730–732.
20. ↑  Mānkdīm: Taʿlīq Šarḥ al-Uṣūl al-ḫamsa. 1965, S. 731f.
21. ↑  Mānkdīm: Taʿlīq Šarḥ al-Uṣūl al-ḫamsa. 1965, S. 737f.
22. ↑  Madelung: Der Imam al-Qāsim ibn Ibrāhīm und die Glaubenslehre der Zaiditen. 1965, S. 183.

| Personendaten    | Personendaten |
| ---------------- | --- |
| NAME             | Mānkdīm Schaschdīw |
| ALTERNATIVNAMEN  | Abū l-Husain Ahmad ibn Abī Hāschim al-Husainī al-Qazwīnī; Šarḥ al-Uṣūl al-ḫamsa; Mānkdīm Ende (Geburtsname); أبو الحسين أحمد بن أبي هاشم الحسيني القزويني (arabisch); مانكديم ششديو (arabisch) |
| KURZBESCHREIBUNG | muʿtazilitischer Theologe |
| GEBURTSDATUM     | 10. Jahrhundert |
| GEBURTSORT       | der Region Qazwīn |
| STERBEDATUM      | 1034 |
| STERBEORT        | Raiy |